# 문경 김룡사 대성암 금당
문경 김룡사 대성암 금당(聞慶 金龍寺 大成庵 金堂)은 대한민국 경상북도 문경시 산북면 김용리 415, 김룡사 대성암에 있는 불전이다. 2010년 6월 10일 경상북도의 문화재자료 제574호로 지정되었다.

## 지정 사유
대성암 금당은 한 지붕 아래 예불하는 큰 방에 승방기능과 부엌을 갖추고 주변의 자연 경관을 감상할 수 있는 누마루까지 둔 집약적 복합건물이란 점이 두드러질 뿐 아니라 본채와 요사의 창호구성 등이 돋보이는 건물이다. 비록 인근 본사인 김용사에서 이건하기는 했지만 19세기 후반 중창 때 당시 시대적 변화에 따라 나타난 대방 사찰의 조영법을 반영하여 상당 부분을 고쳐 지은 흔치 않은 건물로 19세기 이후의 사찰건축 변천을 살펴 볼 수 있는 귀중한 자료로 판단되어 문화재자료로 지정하기로 한다.

## 같이 보기
- 김룡사

## 참고 자료
- 문경 김룡사 대성암 금당 - 국가유산청 국가유산포털